# 1319 Disa
1319 Disa este un asteroid din centura principală, descoperit pe 19 martie 1934, de Cyril Jackson.